# MSC Virtuosa
MSC Virtuosa — четвёртое круизное судно класса Meraviglia.Является 10 по величине в мире.Ходит под флагом Мальты, принадлежит и управляется MSC Cruises. Пассажировместимость составляет 6 334 пассажира и 1 704 члена экипажа, на судне располагается 2 421 каюта.

## Строительство
1 февраля 2016 года MSC Cruises объявила о заказе на строительство двух новых судов Meraviglia класса, водоизмещением 181 541 брт и максимальной вместимостью 6 334 пассажира, общей стоимостью 1.7 миллиарда долларов.

## Эксплуатация
Эксплуатация началась 20 мая 2021 года с серии трёх- и четырёхдневных круизов из Саутгемптона, Великобритания.
На данный момент MSC Virtuosa  базируется в Дубае и совершает круизы по персидскому заливу.